# Bătălia de la Muntele Alb
Bătălia de la Muntele Alb a avut loc pe 8 noiembrie 1620 și a fost prima bătălie din Războiul de treizeci de ani. Desfășurată în apropiere de Praga, lupta a opus forțele imperiale catolice, conduse de contele de Tilly, celor protestante aflate sub comanda lui Christian de Anhalt. Beneficiind de superioritate numerică, catolicii au obținut o victorie decisiva. Mai târziu au ocupat Praga și au pus capăt revoltei protestante din Boemia. 